# Roca de Pena
La Roca de Pena és una muntanya de 992 metres que es troba al municipi d'Alpens, a la comarca del Lluçanès. És considerat un dels llocs mítics més destacats d'Alpens.